# 印度—摩納哥關係
印度-摩纳哥关系是指印度共和国和摩纳哥公国之间的双边关系。印度驻法国巴黎的大使兼任驻摩纳哥大使。摩纳哥在蒙特卡洛的对外关系部直接负责对印度的外交事务。

## 經濟貿易
前往摩納哥的印度遊客的消費總額超過140億美元。摩納哥向印度出口中超過33%為塑料或非金屬製成品。從印度進口到摩納哥中40%以上是紡織品，另外有近30%為機器與設備製造。